# OVW Light Heavyweight Championship
L'OVW Light Heavyweight Championship è stato un titolo di proprietà della Ohio Valley Wrestling creato nel 1999 e sopresso nel 2001.

## Albo d'oro
| Lottatore             | Regni     | Data              | Località       | Note |
| --------------------- | --------- | ----------------- | -------------- | --- |
| "Handsome" Jason Lee  | 1         | 9 febbraio 1999   | Louisville     | Sconfisse Chris Alexander & American Eagle in un Triangle Match laureandosi primo OVW Light Heavyweight Champion                                                  |
| "Smooth" Johnny Spade | 1         | 17 marzo 1999     | Jeffersonville | Johnny Spade è un lottatore da non confondere con il lottatore John Morrison che spesso nelle federazioni indipendenti si faceva chiamare anche lui Johnny Spade. |
| American Eagle        | 1         | 23 marzo 1999     | Louisville     | |
| "Smooth" Johnny Spade | 2         | 30 marzo 1999     | Louisville     | |
| Chris Alexander       | 1         | 13 aprile 1999    | Louisville     | |
| "Handsome" Jason Lee  | 2         | 20 aprile 1999    | Louisville     | |
| American Eagle        | 2         | 4 maggio 1999     | Louisville     | |
| Jason Lee             | 3         | 5 maggio 1999     | Jeffersonville | |
| "Smooth" Johnny Spade | 3         | 7 luglio 1999     | Jeffersonville | |
| Sean Casey            | 1         | 17 agosto 1999    | Louisville     | |
| Scotty Sabre          | 1         | 16 settembre 1999 | Jeffersonville | |
| Sean Casey            | 2         | 8 dicembre 1999   | Louisville     | |
| Chris Michaels        | 1         | 20 gennaio 2000   | Jeffersonville | |
| Sean Casey            | 3         | 15 marzo 2000     | Louisville     | |
| Chris Michaels        | 2         | 12 aprile 2000    | Jeffersonville | |
| Soppresso             | Soppresso | 1º marzo 2001     |                | |